# Korisliiga 2015-16
La temporada 2015-2016 de la Korisliiga fue la edición número 76 de la Korisliiga, el primer nivel de baloncesto en Finlandia. La temporada regular cuádruple comenzó el 3 de octubre de 2015 y finalizó la competición el 11 de mayo de 2016. El campeón fue el Kouvot Kouvola, que conseguía su cuarto título.

## Formato
Los diez equipos jugarían cuatro equipos contra cada uno de los otros equipos para un total de 36 partidos. Los ocho equipos mejor calificados se unirían a los playoffs, mientras que ese año no hubo descensos a la Primera División.

## Equipos
Namika Lahti abandonó la liga al término de la temporada anterior debido a problemas económicos. Ascendió el BC Nokia tras proclamarse campeón de la Primera División.
| Equipo            | Ciudad    | Pabellón                   |
| ----------------- | --------- | -------------------------- |
| Helsinki Seagulls | Helsinki  | Töölö Sports Hall          |
| Nilan Bisons      | Loimaa    | Energia Areena             |
| Kataja            | Joensuu   | Joensuu Areena             |
| Karhu             | Kauhajoki | Kauhajoen Yhteiskoulu      |
| Kobrat            | Lapua     | Lapuan Urheilutalo         |
| Kouvot            | Kouvola   | Mansikka-Ahon Urheiluhalli |
| KTP               | Kotka     | Steveco-Areena             |
| Nokia             | Nokia     | Nokian Palloiluhalli       |
| Pyrintö           | Tampere   | Pyynikin Palloiluhalli     |
| Salon Vilpas      | Salo      | Salohalli                  |

## Temporada regular

### Clasificación
| Pos. | Equipo               | PJ | G  | P  | GF   | GC   | DG   | Pts | Clasificación              |
| ---- | -------------------- | -- | -- | -- | ---- | ---- | ---- | --- | -------------------------- |
| 1    | Kataja               | 36 | 29 | 7  | 3250 | 2872 | +378 | 58  | Clasificado para playoffs  |
| 2    | Kauhajoki            | 36 | 21 | 15 | 2958 | 2916 | +42  | 42  | Clasificado para playoffs  |
| 3    | Kouvot               | 36 | 21 | 15 | 3093 | 2932 | +161 | 42  | Clasificado para playoffs  |
| 4    | Tampereen Pyrintö    | 36 | 19 | 17 | 2930 | 2903 | +27  | 38  | Clasificado para playoffs  |
| 5    | Bisons Loimaa        | 36 | 19 | 17 | 2740 | 2878 | −138 | 38  | Clasificado para playoffs  |
| 6    | Salon Vilpas Vikings | 36 | 17 | 19 | 2855 | 2820 | +35  | 34  | Clasificado para playoffs  |
| 7    | Helsinki Seagulls    | 36 | 16 | 20 | 2782 | 2795 | −13  | 32  | Clasificado para playoffs  |
| 8    | Nokia                | 36 | 14 | 22 | 2958 | 3013 | −55  | 28  | Clasificado para playoffs  |
| 9    | KTP                  | 36 | 13 | 23 | 2909 | 3093 | −184 | 26  |                            |
| 10   | Kobrat               | 36 | 11 | 25 | 2905 | 3158 | −253 | 22  | Desciende a First Division |

 Fuente: Korisliiga

## Playoffs
Los cuartos de final y las semifinales se jugaron en el mejor de tres formatos 1–1–1–1–1 con un nuevo sorteo en las semifinales. Las finales se jugaron en un formato de playoffs al mejor de siete.

### Cuadro final
|  | Cuartos de final | Cuartos de final  | Cuartos de final |                   |   | Semifinales       | Semifinales | Semifinales |  |   | Finales | Finales | Finales |  |
|  |                  |                   |                  |                   |   |                   |             |             |  |   |         |         |         |  |
|  |                  |                   |                  |                   |   |                   |             |             |  |   |         |         |         |  |
|  | 1                | Kataja            | 1                |                   |   |                   |             |             |  |   |         |         |         |  |
|  | 1                | Kataja            | 1                |                   |   |                   |             |             |  |   |         |         |         |  |
|  | 8                | Nokia             | 3                |                   |   |                   |             |             |  |   |         |         |         |  |
|  | 8                | Nokia             | 3                |                   | 3 | Kouvot            | 4           |             |  |   |         |         |         |  |
|  |                  |                   |                  |                   | 3 | Kouvot            | 4           |             |  |   |         |         |         |  |
|  |                  |                   | 8                | Nokia             | 2 |                   |             |             |  |   |         |         |         |  |
|  | 4                | Tampereen Pyrintö | 8                | Nokia             | 2 | 3                 |             |             |  |   |         |         |         |  |
|  | 4                | Tampereen Pyrintö |                  |                   |   |                   |             |             |  |   |         |         |         |  |
|  | 5                | Bisons Loimaa     | 1                |                   |   |                   |             |             |  |   |         |         |         |  |
|  | 5                | Bisons Loimaa     | 1                |                   |   |                   |             |             |  | 3 | Kouvot  | 4       |         |  |
|  |                  |                   |                  |                   |   |                   |             |             |  | 3 | Kouvot  | 4       |         |  |
|  |                  |                   | 4                | Tampereen Pyrintö | 1 |                   |             |             |  |   |         |         |         |  |
|  | 2                | Kauhajoki         | 4                | Tampereen Pyrintö | 1 | 2                 |             |             |  |   |         |         |         |  |
|  | 2                | Kauhajoki         |                  |                   |   |                   |             |             |  |   |         |         |         |  |
|  | 7                | Helsinki Seagulls | 3                |                   |   |                   |             |             |  |   |         |         |         |  |
|  | 7                | Helsinki Seagulls | 3                |                   | 4 | Tampereen Pyrintö | 4           |             |  |   |         |         |         |  |
|  |                  |                   |                  |                   | 4 | Tampereen Pyrintö | 4           |             |  |   |         |         |         |  |
|  |                  |                   | 7                | Helsinki Seagulls | 3 |                   |             |             |  |   |         |         |         |  |
|  | 3                | Kouvot            | 7                | Helsinki Seagulls | 3 | 3                 |             |             |  |   |         |         |         |  |
|  | 3                | Kouvot            |                  |                   |   |                   |             |             |  |   |         |         |         |  |
|  | 6                | Salon Vilpas      | 2                |                   |   |                   |             |             |  |   |         |         |         |  |
|  | 6                | Salon Vilpas      | 2                |                   |   |                   |             |             |  |   |         |         |         |  |
|  |                  |                   |                  |                   |   |                   |             |             |  |   |         |         |         |  |

|  | Tercer y cuarto puesto |                   |    |  |
|  |                        |                   |    |  |
|  | 7                      | Helsinki Seagulls | 66 |  |
|  | 7                      | Helsinki Seagulls | 66 |  |
|  | 8                      | Nokia             | 69 |  |
|  | 8                      | Nokia             | 69 |  |

### Cuartos de final
| Equipo con ventaja de campo | Series | Equipo con desventaja de campo | Partido 1 | Partido 2 | Partido 3 | Partido 4 | Partido 5 |
| --------------------------- | ------ | ------------------------------ | --------- | --------- | --------- | --------- | --------- |
| Kataja                      | 1–3    | Nokia                          | 88–94     | 79–85     | 99–69     | 72–75     |           |
| Kauhajoki                   | 2–3    | Helsinki Seagulls              | 94–61     | 43–69     | 88–78     | 66–94     | 80–82     |
| Tampereen Pyrintö           | 3–1    | Bisons Loimaa                  | 100–89    | 76–80     | 91–78     | 81–64     |           |
| Kouvot                      | 3–2    | Salon Vilpas                   | 73–54     | 63–106    | 76–58     | 74–76     | 85–83     |

### Semifinales
| Equipo con ventaja de campo | Series | Equipo con desventaja de campo | Partido 1 | Partido 2 | Partido 3 | Partido 4 | Partido 5 | Partido 6   | Partido 7 |
| --------------------------- | ------ | ------------------------------ | --------- | --------- | --------- | --------- | --------- | ----------- | --------- |
| Kouvot                      | 4–2    | Nokia                          | 99–67     | 82–86     | 95–76     | 74–80     | 81–66     | 93–68       |           |
| Tampereen Pyrintö           | 4–3    | Helsinki Seagulls              | 70–48     | 59–79     | 97–72     | 61–71     | 72–54     | 69–71 (Pr.) | 74–65     |

### Finales
| Equipo con ventaja de campo | Series | Equipo con desventaja de campo | Partido 1 | Partido 2 | Partido 3 | Partido 4 | Partido 5 | Partido 6 | Partido 7 |
| --------------------------- | ------ | ------------------------------ | --------- | --------- | --------- | --------- | --------- | --------- | --------- |
| Kouvot                      | 4–1    | Tampereen Pyrintö              | 91–89     | 82–69     | 68–79     | 72–56     | 100–76    |           |           |